# 清白專案
清白專案（Innocence Project），是美國、加拿大、英國、澳洲和紐西蘭的一個非营利法律組織，利用基因鑒定方法證明被錯判有罪的人的清白，並且改革刑事司法系統，調查并宣傳出現冤獄的原因，避免將來出現不公。
最早的清白專案是由後來參與辛普森案的貝里·薛克（Barry C. Scheck）和彼得·內費爾德（Peter Neufeld）在1992年建立，是葉史瓦大學本杰明·卡多佐法学院的其中一部分。2003年，清白專案成為獨立的非营利組織，但仍維持與卡多索法學院緊密的學術聯繫。清白專案的成立，是因為卡多佐法學院、美國司法部和美國參議院的一個聯合研究，该研究發現目擊證人的誤認是造成逾70%錯判的原因。
截至2010年8月9日，共有258名美國人被誤判重罪，並因清白專案而獲得澄清。這些案件大部分涉及不同的性侵犯，还有約25%涉及了謀殺。

## 另見
- 美國死刑制度
- 冤獄

## 備註
1. ↑  . charitywatch.org.   [7 July 2016]. （原始内容存档于2019-06-15）.
2. ↑   (PDF).   [7 July 2016]. （原始内容 (pdf)存档于2016年8月4日）.
3. ↑  . Innocence Project.   [7 July 2016]. （原始内容存档于2021-04-21）.
4. ↑  . Innocence Project.   [2006-12-12]. （原始内容存档于2021-04-21）.
5. ↑  . Mid-Atlantic Innocence Project.   [2006-12-12]. （原始内容存档于2008-08-22）.
6. ↑  . Innocence Project.   [2006-12-12]. （原始内容存档于2007-02-11）.

## 外部連結
- innocenceproject.org （页面存档备份，存于）
- The Innocence Network members page （页面存档备份，存于） - a listing of Innocence Projects around the United States
- Innocent Network UK （页面存档备份，存于）
- Times Online article about Innocence Projects in the UK （页面存档备份，存于）
- Griffith College Dublin - Innocence Project in Ireland （页面存档备份，存于）  
- "On the Trail of the Innocent" （页面存档备份，存于） by Michelle McDonagh, Irish Times, Tuesday, May 26, 2009.
- Forensic evidence and how to re-open a criminal case （页面存档备份，存于）
- Innocence Project conference in London - November 2010 （页面存档备份，存于）